# ダミアン・プノー
ダミアン・プノー（Damian Penaud、1996年9月25日 - ）は、トップ14ユニオン・ボルドー・ベグルに所属するラグビーユニオン選手。

## プロフィール
- フランス・ブリーヴ＝ラ＝ガイヤルド出身。
- ポジションはセンター(CTB)、ウィング(WTB)。
- 身長 192cm、体重 94kg
- U20フランス代表に選ばれたことがある[1]。
- フランス代表キャップは53（2024年10月現在）でラグビーワールドカップ2019・ラグビーワールドカップ2023のフランス代表に選ばれた[2]。

## 略歴
2015年、ASMクレルモンに加入。 
2023年、ボルドーに加入。

## 受賞歴
- 国際ラグビー選手会男子トライ・オブ・ザ・イヤー:2021年[5]